# Eria aurantiaca
Eria aurantiaca är en orkidéart som beskrevs av Henry Nicholas Ridley. Eria aurantiaca ingår i släktet Eria och familjen orkidéer. Inga underarter finns listade i Catalogue of Life.